# Liste von Sprengstoffanschlägen im Jahr 2025
Die Liste von Sprengstoffanschlägen im Jahr 2025 erfasst Anschläge mit Sprengladungen und anderen Spreng- und Brandvorrichtungen gegen Einrichtungen und Ansammlungen von Menschen, die im Jahr 2025 passierten. Zu den Formen zählen unter anderem Auto- und Rucksackbomben. Siehe auch Liste von Anschlägen auf Verkehrsflugzeuge.

## Liste
| Datum   | Ereignis                                                        | Ort       | Staat    | Tote | Verletzte | Anmerkung, Quellen |
| ------- | --------------------------------------------------------------- | --------- | -------- | ---- | --------- | ------------------ |
| 4. Jan. | Anschlag mit Autobombe auf Militärkonvoi                        | Turbat    | Pakistan | 1    | 35        | [ 1 ]              |
| 8. Jan. | Anschlag mit Schusswaffen und Sprengstoff auf Militärstützpunkt | Alibori   | Benin    | 28   |           | [ 2 ]              |
| 1. Feb. | Artillerieangriff auf Markt                                     | Omdurman  | Sudan    | 54   | 158       | [ 3 ]              |
| 3. Feb. | Anschlag mit Autobombe auf Lkw mit Bäuerinnen                   | Manbidsch | Syrien   | 20   | 15        | [ 4 ]              |
| 4. Feb. | Artillerieangriff auf Krankenhaus                               | Khartum   | Sudan    | 6    | 38        | [ 5 ]              |